# Syberia (álbum)
Syberia es el nombre del séptimo disco del grupo Hamlet lanzado en el 2005. La banda evoluciona a un sonido mucho más pausado y melódico, con elementos de pop-rock.  Es también el primer disco con el bajista Álvaro Tenorio. 

## Canciones
- Todas las canciones están escritas por J. Molly y L. Tárraga.

1. "Para toda una vida" - 3:40
2. "Aislados" - 5:07
3. "Dame una señal" - 4:23
4. "Imaginé" - 3:42
5. "Serenarme (en la desolación)" - 5:34
6. "Mi inmortalidad" - 4:24
7. "Contraproducente" - 4:50
8. "Desaparecer" - 5:06
9. "Tiempo" - 5:13
10. "En silencio" - 4:30
11. "Inestimable" - 3:40
12. "Resucitar" - 4:10

## Miembros
- José Molinero (J. Molly) - Voz
- Luis Tárraga - Guitarra solista
- Pedro Sánchez - Guitarra rítmica
- Álvaro Tenorio - Bajo
- Paco Sánchez - Batería